# Bedreigde soort
Bedreigde soort is de status van een soort in een bepaald gebied die beschrijft dat het voortbestaan ervan in het betreffende gebied op het spel staat. Veel staten en internationale organisaties van staten hebben speciale wetten, verdragen en richtlijnen die moeten voorkomen dat soorten uitsterven, bijvoorbeeld door het leefgebied te beschermen, of door activiteiten die soorten bedreigen te reguleren. 

## Rode lijsten

### Rode Lijst van de IUCN
De IUCN heeft voor de Rode Lijst van de IUCN een formele definitie voor een bedreigde diersoort: onder bedreigde diersoorten worden de soorten verstaan die vallen onder de categorieën CR (ernstig bedreigd), EN (bedreigd) of VU (kwetsbaar). Voor deze drie categorieën (CR, EN en VU) gelden vooraf vastgelegde criteria en die worden na onderzoek aan een soort toegekend. Dit betreft dan planten en dieren die op wereldschaal bedreigd zijn.

### Rode lijsten van Nederland en Vlaanderen
Daarnaast bestaan er regionale en nationale rode lijsten. Omdat veel landen en bevoegde regio's zich verantwoordelijk voelen en verantwoordelijkheid willen nemen (krachtens verdragen en/of op eigen initiatief) voor het behoud van de biodiversiteit, bestaan er ook per land, bevoegde regio of landengroep rode lijsten. Hierop staan soorten die kans lopen om binnen die grenzen uit te sterven. Uitstervingsgevaar op wereldschaal hoeft daartoe (nog) niet aan de orde te zijn. Voor deze rode lijsten gelden vergelijkbare criteria, maar dan alleen binnen de grenzen van die regio. Een plant of dier zal binnen een regio veel eerder uitsterven dan op wereldschaal. Een voorbeeld daarvan is de kemphaan; deze weidevogel staat in op de Nederlandse Rode Lijst als ernstig bedreigd op de Vlaamse Rode Lijst als verdwenen in het wild (dat wil zeggen uitgestorven in Vlaanderen), maar als niet bedreigd op de Rode Lijst van de IUCN.

### Europese Rode Lijst
De Europese Commissie heeft per 2005 een project gefinancierd dat de IUCN-criteria omzet naar een Europese Rode Lijst van soorten die bescherming dienen te krijgen. Dit bestond al voor alle gewervelde landdieren in Europa, maar bestond nog niet voor vogels. De internationale vogelbeschermingsorganisatie, BirdLife International, coördineerde daarom tussen 2012 en 2015 het project om alle Europese vogels te laten classificeren. De toegekende status binnen Europa of de Europese Unie kan hierdoor van de internationale IUCN-status van een soort afwijken. Hierdoor kunnen bedreigde soorten gerichter beschermd worden.

## Bedreigende factoren
Bedreigende activiteiten zijn onder te verdelen in:
- .. het onttrekken van leefgebieden van soorten, zoals via ontbossing, in cultuur brengen van moerasgebieden zoals mangrove, stadsuitbreiding en aanleg van industriegebieden, infrastructuur of gebieden voor energieopwekking zoals mijnbouwgebieden,
- .. fragmentatie van de leefgebieden, waardoor deze te klein worden om de populaties te kunnen zeker stellen,
- .. aantasting van de kwaliteit van de leefgebieden, bijvoorbeeld door vervuiling, ontwatering, verstoring of overexploitatie (roofbouw),
- .. directe exploitatie van de soorten door jagen, vissen, verzamelen van eieren, van planten of delen ervan of van paddenstoelen,
- .. al dan niet bewuste introductie van invasieve soorten (predatoren, voedselconcurrenten, biotoopschade, ziekteverspreiders ...) door de mens.
- .. Door klimaatverandering kan het leefgebied van een organisme naar het noorden verschuiven of helemaal verdwijnen.

## Internationale afspraken
- 1971: De Conventie van Ramsar werd op 2 februari 1979 aangenomen om watergebieden van internationale betekenis (voor met name watervogels) beter te kunnen beschermen. Het was de eerste internationale overeenkomst met betrekking tot milieuzaken. In 1975 werd de conventie geratificeerd.[2]
- 1974: De bekendste en breed gedragen internationale afspraak in dit verband is de Convention on International Trade in Endangered Species of Wild Fauna and Flora, oftewel CITES uit 1974, die echter alleen de handel in bedreigde levensvormen reguleert.[3]
- 1979: De Conventie van Bern werd aangenomen in september 1979 en werd geïmplementeerd op 1 juni 1982. Deze heeft tot doel wilde flora en fauna te beschermen en hun natuurlijke biotoop, het promoten van samenwerking tussen staten en waarbij de nadruk vooral wordt gelegd op bedreigde en kwetsbare soorten, inclusief bedreigde en kwetsbare soorten die migreren tussen verschillende landen.[2]
- 1979: De Conventie van Bonn werd in 1979 in Bonn geratificeerd om staten te kunnen verplichten om dieren te beschermen die migreren.[2]
- 1979: De Vogelrichtlijn (79/409/EEC) werd al in 1979 aangenomen door de toenmalige Europese Economische Gemeenschap als reactie op de Conventie van Bern (1979) en Conventie van Bonn en reguleert de bescherming, beheer en omgang met wilde vogels. Zo kunnen er netwerken gecreëerd worden van beschermde gebieden, bekend als de Speciale Beschermingszones (SBZ) voor vogels die onder Annex I vallen. Ook binnen de huidige Europese Unie speelt de Vogelrichtlijn een belangrijke rol.[2]
- 1992: In 1992 is daar het eveneens internationale Biodiversiteitsverdrag bij gekomen, waarin landen zich verplichten om zorg te dragen voor het behoud van biodiversiteit binnen hun grenzen.
- 1992: De toenmalige Europese Economische Gemeenschap nam de Habitatrichtlijn (92/43/EEC) aan om de Conventie van Bern (1979) beter te kunnen implementeren. Zo kunnen bedreigde biotopen en wilde flora en fauna beter beschermd worden.[2]
- 1994: EUROBATS is een overeenkomst die de bescherming van bedreigde vleermuizen in Europa verbeterd en wordt voor verschillende soorten aan uitbreiding van het leefgebied gewerkt, de leefgebieden behouden blijven en gewerkt wordt aan herstel van vleermuispopulaties.[2]
- 1995: De Afrikaans-Euraziatische overeenkomst over watervogels (AEWA) is in het kader van de Conventie van Bonn getekend. De implementatie van het verdrag vond plaats in 1995. Het verdrag beschermt bedreigde trekkende vogelsoorten die geheel of gedeeltelijk afhankelijk zijn van moerassen.[2]